# Eckart Ehlers (Geograph)
Eckart Ehlers (* 1. März 1938 in Duisburg) ist ein deutscher Geograph mit Forschungsschwerpunkten in der Kulturgeographie, der Wirtschafts- und Sozialgeographie und dem Islamischen Orient.

## Beruf
Eckart Ehlers studierte Geographie und wurde 1965 an der Universität Tübingen mit der Schrift Das nördliche Peace River Country, Alberta, Kanada: Genese und Struktur eines Pionierraumes im borealen Waldland Nordamerikas zum Doktor der Philosophie promoviert. Seine Habilitationsschrift, 1970 ebenfalls in Tübingen abgeschlossen, befasst sich mit dem Thema Südkaspisches Tiefland (Nordiran) und Kaspisches Meer.
Von 1970 bis 1972 war er Professor am Geographischen Institut der Universität Gießen, von 1972 bis 1986 an der Universität Marburg, und von 1986 bis zu seiner Emeritierung im März 2004 am Institut für Wirtschaftsgeografie an der Universität Bonn. Von 1992 bis 1997 war er Prorektor an der Universität Bonn, von 1992 bis 2000 Generalsekretär der Internationalen Geographischen Union (IGU), außerdem von 1996 bis 1999 Mitglied des Chair Scientific Committee am International Human Dimensions of Global Environmental Change Programme.
Seit 2004 ist Ehlers Mitglied der International Foundation for Science in Stockholm, sowie Senior Fellow am Zentrum für Entwicklungsforschung (ZEF) an der Universität Bonn. Er ist seit 1990 Mitglied der Academia Europaea. In seiner Funktion als Generalsekretär der IGU verlieh ihm die Royal Scottish Geographical Society 1997 die Scottish Geographical Medal.

## Veröffentlichungen (Auswahl)
- Das nördliche Peace River Country, Alberta, Kanada. Genese und Struktur eines Pionierraumes im borealen Waldland Nordamerikas. Tübingen 1965.
- Das Chalus-Tal und seine Terrassen. Studien zur Landschaftsgliederung und Landschaftsgeschichte des mittleren Elbrus (Nordiran). Bonn 1969.
- Südkaspisches Tiefland (Nordiran) und Kaspisches Meer. Tübingen 1970.
- Südkaspisches Tiefland (Nordiran) und Kaspisches Meer. Beiträge zu ihrer Entwicklungsgeschichte im Jung- und Postpleistozän. Philosophische Dissertation Tübingen 1971.
- Anbausysteme in den Höhenregionen des mittleren Elbrus/Iran. Wiesbaden 1973.
- Beiträge zur physischen Geographie Irans. Marburg 1974.
- mit Grace E. Goodell: Traditionelle und moderne Formen der Landwirtschaft in Iran. Siedlung, Wirtschaft und Agrarsozialstruktur im nördlichen Khuzistan seit dem Ende des 19. Jahrhunderts. Marburg 1975.
- Beiträge zur Kulturgeographie des islamischen Orients. Marburg 1979.
- Iran. Grundzüge einer geographischen Landeskunde. Darmstadt 1980.
- Iran. Ein biblischer Forschungsbericht. 1980.
- als Hrsg. mit Franz Böckle: Ernährung und Gesellschaft Bevölkerungswachstum – agrare Tragfähigkeit der Erde. Stuttgart 1983.
- Die agraren Siedlungsgrenzen der Erde. Gedanken zu ihrer Genese und Typologie am Beispiel des kanadischen Waldlandes. Wiesbaden 1984.
- Bevölkerungswachstum, Nahrungsspielraum, Siedlungsgrenzen der Erde. Frankfurt 1984.
- Modelling the city: cross cultural perspectives. Bonn 1992.
- Geographie heute – für die Welt von morgen. Gotha 2002 (mit Hartmut Leser).
- Das Anthropozän. Die Erde im Zeitalter des Menschen. Darmstadt 2008.